# Adoration (film 2008)
Adoration è un film del 2008 diretto da Atom Egoyan ed interpretato da Rachel Blanchard, Scott Speedman e Devon Bostick.
Il film è stato proiettato per la prima volta al Festival di Cannes 2008, dove ha vinto il Premio della Giuria Ecumenica ed è stato candidato per la Palma d'oro. Adoration ha vinto la "Best Canadian Feature Film – Special Jury Citation" al Toronto International Film Festival del 2008. Il film è stato presentato in anteprima negli Stati Uniti nell'aprile 2009 al San Francisco International Film Festival, ed è uscito nelle sale americane l'8 maggio 2009.

## Produzione
Le sessioni di discussione su Internet presenti nel film sono state montate da una discussione di gruppo improvvisata da due a quattro ore intrapresa su Internet da molti amici e colleghi artisti di Egoyan.

## Accoglienza

### Botteghini
A fronte di un budget stimato di 4700000 $, il film ha incassato solo 384659 $.

### Critica
Il film ha ricevuto recensioni per lo più positive. Sul sito aggregatore di recensioni Rotten Tomatoes, Adoration ha un punteggio del 63% basato su 102 critiche, con una valutazione media di 6,1/10. Il consenso critico afferma: "Un lavoro complesso e stimolante, Adoration di Atom Egoyan funziona bene sia come mystery che come dramma coinvolgente." Su Metacritic, il film ha un punteggio di 64 su 100, basato su 20 recensioni.

## Riconoscimenti
- 2008 - Festival di Cannes
  - Premio della Giuria Ecumenica
  - Nomination Palma d'oro
- 2008 - Ghent International Film Festival
  - Nomination Grand Prix
- 2008 - Hamburg Film Festival
  - Art Cinema Award - Special Mention
  - Nomination Art Cinema Award
- 2008 - Toronto International Film Festival
  - Best Canadian Feature Film - Special Jury Citation
- 2008 - Valladolid International Film Festival
  - Nomination Miglior film
- 2009 - Directors Guild of Canada
  - Nomination Production Design - Feature
  - Nomination Picture Editing - Feature
- 2010 - Genie Awards
  - Nomination Miglior sceneggiatura originale
  - Nomination Miglior attore non protagonista a Scott Speedman
- 2010 - Young Artist Awards
  - Nomination Best Performance in a Feature Film - Leading Young Actor a Devon Bostick